# 帕尔达
帕尔达（Palda），是印度中央邦Indore县的一个城镇。总人口10859（2001年）。

## 人口
该地2001年总人口10859人，其中男性5840人，女性5019人；0—6岁人口1958人，其中男1023人，女935人；识字率53.21%，其中男性为63.53%，女性为41.20%。